# College Company
Een College Company is een onderneming die geheel bestaat uit studenten of scholieren. In de volksmond wordt dit ook vaak aangeduid met de term mini-onderneming. De onderneming wordt geheel opgezet en gerund door scholieren of studenten, ondersteund door de school of de universiteit. De studenten doen door middel van dit leerproces contacten en ervaring op. Veelal wordt een dergelijke College Company gesponsord door grote bedrijven. 
De onderneming gedraagt zich naar de buitenwereld als een bestaande, commerciële onderneming en heeft als doelstelling jongeren inzicht te geven in het oprichten en het leiden van een bedrijf.